# In the Shade of the Old Apple Tree

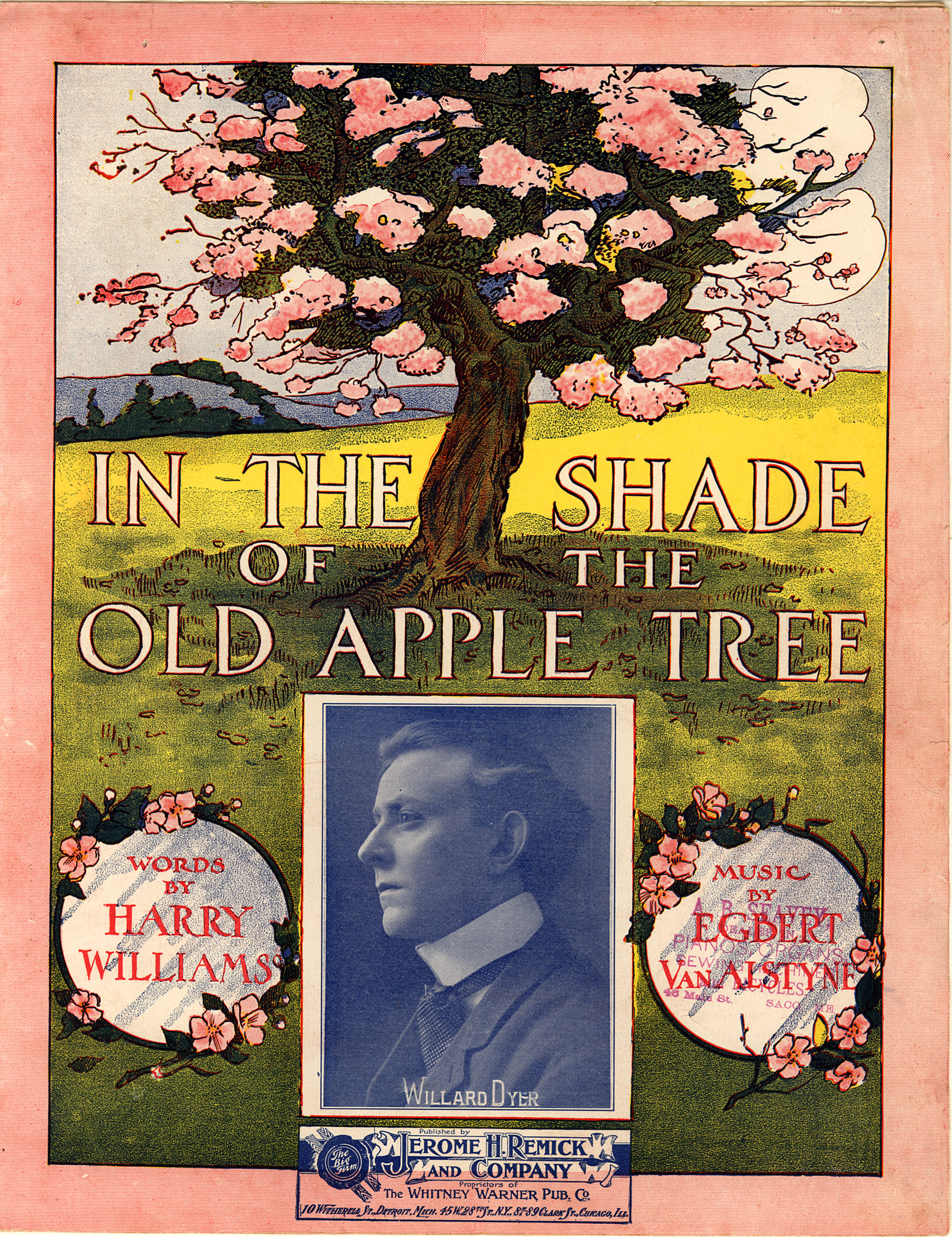
Förstasida till nothäfte från 1905.

In the Shade of the Old Apple Tree är en amerikansk sång skriven 1905 av Harry Williams (text) och Egbert Van Alstyne (musik). Bland artister som spelat in låten märks Henry Burr (1905), Arthur Pryor (1905), Duke Ellington (1933), Louis Armstrong med Mills Brothers (1937), Alma Cogan (1962) och Bing Crosby (som medley 1962).